# MusyX
MusyX je technologie firmy Factor 5, která umožňuje v reálném čase přehrávat prostorové zvuky ve velmi vysoké kvalitě využitím standardů General MIDI. Tato technologie je známá spíše pod pojmem Dolby Surround. Firma Dolby na technologii MusyX taktéž spolupracovala.
MusyX se uplatnil převážně v herním průmyslu, speciálně na platformách firmy Nintendo. Jejích předností využívají tyto konzole:
- Gamecube
- Nintendo 64
- Game Boy Advance
- Game Boy Color